# Giovanni Visconti
Giovanni Visconti (Torí, 13 de gener de 1983) és un ciclista italià, professional des del 2005 fins al març de 2022.
Bon velocista, és considerant un dels ciclistes emergents del ciclisme italià. En el seu palmarès destaca el Campionat nacional de ciclisme en ruta de 2007, 2010 i 2011 i el fet d'haver dut la maglia rosa durant 8 etapes al Giro d'Itàlia de 2008. El 2009 i 2010 es proclamà vencedor de l'UCI Europe Tour, cosa que li obrí les portes a ser fitxat pel Movistar Team el 2012.
El 2013 aconseguí dues victòries d'etapa al Giro d'Itàlia, la primera a arribar en solitari al cim del Galibier, enmig d'una nevada, i la segona a Vicenza després d'escapar-se en els darrers quilòmetres.

## Palmarès
- 2003
  - Campió d'Europa en ruta sub-23
  -  Campió d'Itàlia en ruta sub-23
  - 1r al Trofeu Gianfranco Bianchin
  - 1r al Gran Premi Inda
- 2004
  - 1r al Tour de Flandes sub-23
  - 1r al Gran Premi Kranj
  - 1r al Giro de les dues Províncies
  - Vencedor de 2 etapes del Giro de les Regions
- 2006
  - 1r a la Coppa Sabatini
- 2007
  -  Campió d'Itàlia en ruta
  - 1r a la Coppa Sabatini
  - Vencedor d'una etapa del Brixia Tour
- 2008
  - 1r al Gran Premi de Fourmies
  - Vencedor d'una etapa de la Volta a Andalusia
- 2009
  - Vencedor de l'UCI Europa Tour
  - 1r a la Coppa Agostoni
  - 1r al Trofeu Melinda
  - 1r al Gran Premi de la Indústria i el Comerç de Prato
  - Vencedor d'una etapa de la Volta a Eslovènia
- 2010
  -  Campió d'Itàlia en ruta
  - Vencedor de l'UCI Europe Tour
  - 1r a la Volta a Turquia i vencedor de 2 etapes
  - 1r a la Clàssica Sarda Olbia-Pantogia
  - Vencedor d'una etapa de la Volta a Luxemburg
- 2011
  -  Campió d'Itàlia en ruta
  - Vencedor de l'UCI Europe Tour
  - 1r al Gran Premi Regio Insubrica
  - 1r al Gran Premi de la indústria i el comerç artesanal de Carnago
  - Vencedor d'una etapa de la Setmana Internacional de Coppi i Bartali
  - Vencedor d'una etapa de la Setmana Ciclista Lombarda
- 2012
  - 1r a la Klasika Primavera
  - 1r al Circuit de Getxo
- 2013
  - Vencedor de 2 etapes del Giro d'Itàlia
- 2016
  - 1r a la Klasika Primavera
  - Vencedor d'una etapa del Giro de Toscana
- 2017
  - 1r al Giro de l'Emília
- 2018
  - Vencedor de 3 etapes a la Volta a Àustria
- 2019
  - 1r al Giro de la Toscana
  - Vencedor d'una etapa a la Volta a Eslovènia
  - Vencedor d'una etapa a la Volta a Àustria

### Resultats al Giro d'Itàlia
- 2007. 77è de la classificació general
- 2008. 42è de la classificació general.  Porta la maglia rosa durant 8 etapes
- 2009. 76è de la classificació general
- 2011. 49è de la classificació general
- 2012. Abandona (15 etapa)
- 2013. 35è de la classificació general. Vencedor de 2 etapes
- 2015. 18è de la classificació general. 1r al Gran Premi de la muntanya
- 2016. 13è de la classificació general
- 2017. Abandona (20 etapa)
- 2018. 38è de la classificació general
- 2020. No surt (18a etapa)
- 2021. 95è de la classificació general

### Resultats al Tour de França
- 2014. 37è de la classificació general

### Resultats a la Volta a Espanya
- 2015. 19è de la classificació general
- 2017. 46è de la classificació general